# クマとみつばち
『クマとみつばち』または『クマ公とミツバチ』（クマこうとミツバチ、原題：Beezy Bear）は、ウォルト・ディズニー・プロダクション（現：ウォルト・ディズニー・カンパニー）が製作した1955年9月2日公開のアニメーション短編映画作品。
ドナルドダック・シリーズの第120作である。

## あらすじ
自然公園にいるクマのハンフリーはお隣の養蜂家であるドナルドが作る蜂蜜を盗もうと必死になる。

## スタッフ
- 製作：ウォルト・ディズニー
- 監督：ジャック・ハンナ
- 脚本：デイブ・ディティージ、アル・ベルティノ
- 音楽：オリバー・ウォレス
- 美術：エール・グレイシー
- 背景：ブライス・マック
- 原画：ビル・ジャスティス、ボブ・チャールソン、ヴォルス・ジョーンズ
- 効果：ダン・マクマニュス

## キャスト
| キャラクター           | 原語版               | ポニー・バンダイ版 | BVHE版   | ハウス・オブ・マウス版 |
| ---------------------- | -------------------- | ------------------ | -------- | ---------------------- |
| ドナルドダック         | クラレンス・ナッシュ | 関時男             | 山寺宏一 | 山寺宏一               |
| ハンフリー             | ジミー・マクドナルド | -                  | -        | -                      |
| レンジャー・ウッドロー | ビル・トンプソン     | 牛山茂             | 田口昂   | 西川幾雄               |
| ナレーター             | -                    | 江原正士           | -        | -                      |

## 日本での公開

### 収録
- 『みんなだいすき　ドナルド!』（DVD、ブエナ・ビスタ・ホーム・エンターテイメント、新吹き替え版）